# Atlético Nacional
Club Atlético Nacional S.A., cunoscut ca Atlético Nacional, este un club de fotbal din Medellín, Columbia, care evoluează în Categoría Primera A.

## Palmares

### Național
- Fútbol Profesional Colombiano (16): 1954, 1973, 1976, 1981, 1991, 1994, 1999, 2005-I, 2007-I, 2007-II, 2011-I, 2013-I, 2013-II, 2014-I, 2015-II, 2017-I

Vice-campioană (10): 1955, 1965, 1971, 1974, 1988, 1990, 1992, 2002-I, 2004-I, 2004-II
- Copa Colombia (3): 2012, 2013, 2016

- Superliga Colombiana (2): 2012, 2016

### Internațional
- Copa Libertadores: 1989, 2016

Finalistă: 1995
- Recopa Sudamericana: 2017

Finalistă: 1990
- Cupa Intercontinentală

Finalistă: 1989
- Copa Interamericana: 1990, 1995

- Copa Merconorte: 1998, 2000

- Copa Sudamericana

Finalistă: 2002, 2014, 2016
Semifinalistă: 2003

## Lotul actual
La 2 februarie 2025.
| Nr. |          | Poziție | Jucător                                     |
| --- | -------- | ------- | ------------------------------------------- |
| 1   | Columbia | P       | David Ospina (căpitan)                      |
| 3   | Columbia | F       | Juan Felipe Aguirre                         |
| 5   | Columbia | M       | Kilian Toscano                              |
| 6   | Columbia | F       | Andrés Román                                |
| 7   | Columbia | A       | Faber Gil                                   |
| 8   | Columbia | M       | Mateus Uribe                                |
| 9   | Columbia | A       | Alfredo Morelos (împrumutat de la Santos)   |
| 10  | Columbia | M       | Edwin Cardona                               |
| 11  | Ecuador  | A       | Billy Arce                                  |
| 13  | Uruguay  | F       | Camilo Cándido (împrumutat de la Cruz Azul) |
| 15  | Columbia | P       | Harlen Castillo                             |
| 16  | Columbia | F       | William Tesillo                             |
| 17  | Columbia | F       | Andrés Salazar                              |
| 18  | Columbia | A       | Marino Hinestroza                           |
| 19  | Columbia | A       | Kevin Viveros (împrumutat de la Sarajevo)   |

| Nr. |          | Poziție | Jucător                                          |
| --- | -------- | ------- | ------------------------------------------------ |
| 20  | Columbia | F       | Joan Castro (împrumutat de la La Equidad)        |
| 21  | Columbia | M       | Jorman Campuzano (împrumutat de la Boca Juniors) |
| 23  | Columbia | F       | Juan José Arias                                  |
| 25  | Columbia | P       | Luis Marquinez                                   |
| 26  | Columbia | M       | Elkin Rivero                                     |
| 27  | Columbia | A       | Dairon Asprilla                                  |
| 28  | Columbia | F       | Simón García                                     |
| 29  | Columbia | A       | Andrés Sarmiento                                 |
| 30  | Columbia | M       | Kevin Parra                                      |
| 31  | Columbia | M       | Juan Pablo Torres                                |
| 32  | Columbia | M       | Sebastián Guzmán                                 |
| 33  | Columbia | F       | Royer Caicedo                                    |
| 34  | Columbia | P       | Mateo Valencia                                   |
| 37  | Columbia | A       | Jayder Asprilla                                  |
| 80  | Columbia | M       | Juan Manuel Zapata (împrumutat de la Envigado)   |

## Antrenori
| An      | Nume                       |
| ------- | -------------------------- |
| 1948    | Rafael Serna               |
| 1948–51 | Fernando Paternoster       |
| 1951–52 | Ricardo "Tanque" Ruiz      |
| 1952–53 | José Sáule                 |
| 1954–56 | Fernando Paternoster       |
| 1956    | Óscar Contreras            |
| 1956–57 | Fernando Paternoster       |
| 1957–61 | Ricardo "Tanque" Ruiz      |
| 1961    | Julio "Chonto" Gaviria     |
| 1962    | José Etchegoyen            |
| 1962    | René Seghini               |
| 1963    | Julio "Chonto" Gaviria     |
| 1963    | Julio Tócker               |
| 1963    | Julio "Chonto" Gaviria     |
| 1964    | Juan Eulogio Urriolabeitía |
| 1964–66 | Juan Hohberg               |
| 1966    | Julio "Chonto" Gaviria     |
| 1967    | Aristóbulo Deambrossi      |
| 1967–68 | Ricardo "Tanque" Ruiz      |

| An                        | Nume                       |
| ------------------------- | -------------------------- |
| 1968–69                   | Santos Cristo              |
| 1969–70                   | Francisco "Cobo" Zuluaga   |
| 1970–72                   | José Curti                 |
| 1973                      | Vladica Popović            |
| 1973–75                   | César López Fretes         |
| 1975–76                   | José Curti                 |
| 1976                      | Otoniel Quintana (interim) |
| Jan 1, 1976–Jan 17, 1982  | Osvaldo Zubeldía           |
| 1982                      | Miguel Ángel López         |
| Jan 1, 1983–Dec 31, 1983  | Luis Cubilla               |
| 1984                      | Gilberto Osorio            |
| 1985                      | Juan Mujica                |
| 1986                      | Aníbal Ruiz                |
| 1987                      | Hugo Gallego               |
| 1 iulie 1987–Dec 31, 1990 | Francisco Maturana         |
| 1991–30 iulie 1994        | Hernan Dario Gomez         |
| 1994–97                   | Juan José Pelaez           |
| 1997–98                   | Gabriel "Barrabas" Gómez   |
| 1 iulie 1999–99           | Reinaldo Merlo             |

| An                           | Nume                       |
| ---------------------------- | -------------------------- |
| 1999–00                      | Luis Fernando Suárez       |
| 2000                         | Carlos Navarrete           |
| 2001                         | José Hernández             |
| 2001–02                      | Luis Fernando Montoya      |
| Jan 1, 2002–30 iunie 2003    | Alexis García              |
| 2003–04                      | Juan José Pelaez           |
| Jan 1, 2005–1 martie 2006    | Santiago Escobar           |
| 1 iulie 2006–28 mai 2008     | Oscar Héctor Quintabani    |
| 2008                         | Gabriel "Barrabas" Gómez   |
| 2008                         | José Santa (interim)       |
| 2008–09                      | Luis Fernando Suárez       |
| 2009                         | José Santa (interim)       |
| 1 mai 2009–6 aprilie 2010    | Ramón Cabrero              |
| 3 mai 2010–Dec 31, 2010      | José Santa                 |
| Jan 1, 2011–Dec 20, 2011     | Felipe Merino              |
| Dec 24, 2011–30 aprilie 2012 | Santiago Escobar           |
| 1 mai 2012–3 mai 2012        | Norberto Peluffo (interim) |
| 3 mai 2012–                  | Juan Carlos Osorio         |

## Cluburi afiliate
- Alianza Petrolera